# Bełżyce
Pour les articles homonymes, voir Bełżyce (homonymie).
Bełżyce (prononciation : [bɛwˈʒɨtsɛ])  est une ville du powiat de Lublin dans la voïvodie de Lublin, dans le sud-est de la Pologne.
Elle est le chef-lieu de la commune mixte ou urbaine-rurale de Bełżyce.
Sa population s'élevait à 6 761 habitants en 2013.

## Histoire
Bełżyce obtient le statut de ville en 1417 et y restera jusqu'en 1869. En 1958, elle redevient une ville.
De 1975 à 1998, Bełżyce est attachée administrativement à l'ancienne voïvodie de Lublin.
Depuis 1999, elle fait partie de la nouvelle voïvodie de Lublin.

## Sites historiques
- Un château construit en 1417, capturé par les forces cosaques de Bohdan Khmelnytsky en 1648 et, depuis la Seconde Guerre mondiale, utilisé comme ferme laitière.
- Une église de la Renaissance tardive.

## Personnalités liées à la ville
- Rafał de Tarnów (1320-1373)
- Jan de Tarnów (avant 1349-1409)
- Jan de Tarnów (1367-1433)
- Jan Pilecki (?-1496)
- Andrzej Bzicki (?-1567)
- Teodor Konstanty Orzechowski (?-1730)
- Paweł Orzechowski (environ 1550-1612)
- Tomasz Wilczyński (1903-1965)
- Zygmunt Kamiński (1933-2010)
- Stefan Wójtowicz (1913-1998)
- Jan Stecki (1871-1954), homme politique, journaliste, sénateur et troisième mandat lors de la Seconde République.

## Relations internationales

### Jumelages
- Brody (Ukraine)
- Barand (Hongrie)